# Runnin'
«Runnin'» es una canción interpretada por el grupo estadounidense The Pharcyde. Fue publicada el 3 de octubre de 1995 como el segundo sencillo de su segundo álbum de estudio, Labcabincalifornia. 

## Composición y arreglos
Musicalmente, «Runnin'» ha sido descrita como una canción de West Coast rap y jazz. La canción contiene samples de las canciones «Saudade Vem Correndo» de Stan Getz y Luiz Bonfá, «Rock Box» de Run-D.M.C., «Flying Easy» de Woody Herman, y «You Follow Me» de James Moody.

## Recepción de la crítica
Andy Beevers de RM Dance Update, de la revista Music Week, le dio a la canción una calificación perfecta de cinco sobre cinco, seleccionándola como Melodía de la Semana. Señaló que “los ritmos y las rimas son firmes, pero el loop de la guitarra acústica y el gancho pegadizo ‘Can't keep running away’ generan un gran atractivo comercial”.

## Posicionamiento
| Gráfica (1995–96)                                | Pico de posición |
| ------------------------------------------------ | ---------------- |
| Estados Unidos (Billboard Hot 100)               | 55               |
| Estados Unidos (Billboard Hot R&B/Hip-Hop Songs) | 35               |
| Estados Unidos (Billboard R&B/Hip-Hop Airplay)   | 55               |
| Estados Unidos (Billboard Dance Singles Sales)   | 4                |
| Estados Unidos (Billboard Hot Rap Songs)         | 5                |
| Estados Unidos (Cash Box Top 100 Pop Singles)    | 42               |
| Estados Unidos (Cash Box Top 100 Urban Singles)  | 35               |
| Estados Unidos (Cash Box Top 25 Rap Singles)     | 6                |
| Estados Unidos (R&R CHR/Rhythmic Top 50)         | 36               |
| Estados Unidos (R&R Hip Hop Top 20)              | 4                |
| Estados Unidos (R&R Urban Top 50)                | 42               |
| Nueva Zelanda (Recorded Music NZ)                | 34               |
| Reino Unido (UK Singles Chart)                   | 36               |
| Reino Unido (UK Dance Singles Chart)             | 12               |
| Reino Unido (UK Hip Hop and R&B Singles Chart)   | 7                |
| Reino Unido (Music Week Top 75 Singles)          | 36               |
| Reino Unido (Music Week Dance Singles)           | 12               |
| Reino Unido (Music Week R&B Singles)             | 7                |

| Gráfica (2004)                                           | Pico de posición |
| -------------------------------------------------------- | ---------------- |
| Estados Unidos (Billboard Hot R&B/Hip-Hop Singles Sales) | 55               |

## Historial de lanzamientos
| Región         | Fecha                | Formato            | Discográfica | Ref.   |
| -------------- | -------------------- | ------------------ | ------------ | ------ |
| Estados Unidos | 3 de octubre de 1995 | Radio CHR/Rhythmic | Capitol      | [ 23 ] |